# Ranma ½
A Ranma ½ (らんま½; Ranma nibun no icsi; Hepburn: Ranma nibun no ichi) Takahasi Rumiko vígjáték animéje és mangája. A történet egy fiúról, Szaotome Ranmáról szól aki folyamatosan edzett kisgyermek korától 16 éves koráig különböző harcművészeteket. Ha testét hideg víz éri átváltozik lánnyá (és meleg víz hatására újra visszaváltozik fiúvá) egy átoknak köszönhetően.
A manga Japánban a Shogakukan Súkan Sónen Sunday magazinjában jelent meg 1987 és 1996 között. Takahasi egy interjúban megemlítette, hogy szerette volna, ha műve a gyerekek között lenne népszerű. A Ranma fő célközönsége az általános iskola két legfelső osztályából való fiúk. A nyugati rajongótábor néha kritizálta az animét, mivel néhol logikátlannak tűnt a mangához képest, így kevesebb népszerűségnek örvendett az Egyesült Államokban.

## Szereplők
|  | Alább a cselekmény részletei következnek! |

### A Szaotome család
Szaotome Ranma (早乙女 乱馬) – A sorozat főszereplője. Szaotome Ranma egy meglehetősen büszke fiú, aki az életét a harcművészeteknek szentelte. Kisgyermekkorától fogva edzett az apjával, eközben bejárták a fél világot, köztük Kínát is. Mivel mindig máshol éltek, sok emberrel összeakadtak, akiknek vagy ő, vagy a semmirekellő apja beleavatkozott az életébe.
Büszkeségén hatalmas csorba esett, amikor a kínai edzőtúrájukon belezuhant a Megfulladt lány forrásába, hiszen alig tiszteli a női nemet, és az erőt mindennél többre tartja.
Szinkronjai:
Japán: Jamagucsi Kappei (fiú), Hajasibara Megumi (lány)
Angol: Sarah Strange (fiú), Venus Terzo (lány)
Szaotome Genma (早乙女 玄馬) – Genma, Ranma apja. Jelleme két szóval kifejezhető: lusta ingyenélő.  A vándorlásaik során mindenkit kihasznált, és fűvel-fával eljegyezte a fiát, ha abból hasznot húzhatott. Így Ranmának több jegyese is akad, Akanén kívül is. (Az animében többen is vannak, a mangában az egyikük Kuondzsi Ukjo.)
Ő a Megfulladt panda tavába esett bele, így ha hideg víz éri, pandává változik, amit sokszor ki is használ. Ilyenkor általában táblákkal kommunikál.
Abszolút egy érdekember, és mindig csak a saját hasára gondol. Például képes lenne végignézni, ahogy Ranmát hozzáadják egy francia ficsúrhoz – sutba dobva ezzel a Tendo-eljegyzést –, csak azért, hogy élete végéig francia kaját ehessen.
Szinkronjai:
Japán: Ogata Kenicsi
Angol: Robert O. Smith
Szaotome Nodoka (早乙女 のどか) – Ranma édesanyja. Elég későn jelenik meg a sorozatban.
Különös ismertetőjegye, hogy mindenhová magával hurcolja a családi katanát. Genma ugyanis ígéretet tett neki, hogy mire visszatérnek az edzőtúráról, Ranma a férfiak férfija lesz. (Ez persze nem sikerült, hiszen Ranma félig lány.) Genma botor fejjel olyan kijelentést tett, hogyha Ranmából mégsem válna igazi férfi, akkor mind a ketten elkövetik a szeppukut (a szamurájok jellegzetes öngyilkossága, közismertebb nevén harakiri), Nodoka pedig a katanával levághatja a fejüket.
Nodoka meg van győződve arról, hogy nem kell majd használnia a katanát, ám mégis képes lenne megtenni. Genma ezt nagyon jól tudja, éppen ezért bujkál a felesége elől, és mindig csak panda képében mutatkozik előtte.
Szinkronjai:
Japán: Ikeda Maszako
Angol: Lisa Bunting

### A Tendó család
Tendó Akane (天道 あかね) – A Tendó család legfiatalabb tagja. A harcművészeteken kívül más nem érdekli, legkevésbé a fiúk. A Furinkan középiskolában ennek ellenére minden fiú őt imádja, az élükön Kunó Tatevakival, azonban a mérhetetlen nyomulásuk és pofátlanságuk miatt odáig jutott, hogy az egész férfi nemet megutálja. Reggeli programja a hódolók péppé verése, ugyanis Kunó, a kendócsapat kapitánya kijelentette, hogy csak az járhat Akanéval, aki képes legyőzni a lányt. Így Akane minden reggel harcias szumósokkal, elvetemült jéghokisokkal, elvakult teniszezőkkel és minden más iskolai klubtevékenységet képviselő fiúkkal verekszik, egészen addig, amíg azok nem értesülnek Ranmával kötött eljegyzéséről.
Szinkronjai:
Japán: Hidaka Noriko
Angol: Myriam Syrois
Tendó Szóun (天道 早雲) – Felesége elvesztése óta Szóun csak a lányainak él. Meg persze az edzőtermének, amit mindennél többre tart. Fiatalkorában együtt tanulta a harcművészetet Szaotome Genmával, Ranma apjával Happószai mesternél. Amikor útjaik elváltak, és Szóun családot alapított, a harcművészből elpuhult apuka lett, akinek a napi szórakozása az, hogy a házuk verandáján gót játszik. Edzőterme iránti szeretetét mutatja, hogy képes volt látatlanban eljegyezni a lányait Ranmával, akit még ő maga sem látott. A házasság által, amely két harcművész-családot egyesít, öregbíthető a dodzso hírneve, és továbbvihető a következő generációkra. Amikor azonban először szembesül a lány Ranmával, a dodzso átörökítéséről szőtt tervei széthullanak. Ám hamar összeszedi magát, amikor rájön, hogy Ranma csak félig lány.
Szinkronjai:
Japán: Obajasi Rjuszuke
Angol: David Kaye
Tendó Nabiki (天道 なびき) – A középső lány a családban. Semmit nem örökölt nővére háziasságából vagy húga harciasságából. Egyetlen dolog foglalkoztatja. A pénz, és azért bármire hajlandó. Kompromittáló fotókat árul az iskola kiéhezett fiújainak Ranmáról vagy akár a saját húgáról is. Nem retten vissza a zsarolástól sem, és mindenkit igyekszik a lehető legteljesebb mértékben kihasználni, és az utolsó jent is kifacsarni belőle.
Szinkronjai:
Japán: Takajama Minami
Angol: Angela Costain
Tendó Kaszumi (天道 かすみ) – A legidősebb a lányok között. Édesanyjuk halála után rá hárult a feladat, hogy a háztartását vezesse. Egy jólelkű, naiv, segítőkész, és házias nővé érett, akinek az egész családot el kell tartania. Hasznos tanácsokkal tudja ellátni a rászorulókat, és mindenkihez van egy-két kedves szava.
Dr. Tofu reménytelenül szerelmes belé, ám ezt a környezetéből egyedül csak ő nem veszi észre.
Szinkronjai:
Japán: Inoue Kikuko
Angol: Willow Jonhson

### Ranma többi jegyese
Sánpú (シャンプー) Ő egy kínai amazon harcos. Ranma a kínai edzőtúráján találkozott vele, mikor az amazonok harci tornája volt. Ezen a tornán Sánpú lett az első és az első díj egy asztalnyi étel, amit persze Ranma és az apja a nagy éhségükben elkezdtek felfalni. A büntetés alól csak akkor kerülhettek ki, ha Ranma legyőzi Sánpút harcban. Ez sikerült is neki, de így a dolgok még rosszabbak lettek! Az amazon törvények kimondják, hogyha egy amazon veszít egy kívülálló lánnyal szemben át kell adnia neki az úgynevezett "Halál csókját", és addig kell üldöznie, míg meg nem öli, és mivel Ranma épp lány alakjában volt, meg is kapta. Viszont később mikor már Sánpú Japánba is követte Ranmát, egy véletlen folytán Ranma újra legyőzi, de most fiú alakjában. De Sánpú most már nem akarja, megölni, hanem a felesége akar lenni. Mert egy másik amazon törvény azt mondja, ha az amazont egy kívülálló fiú győzi le, akkor hozzá kell mennie feleségül. Sánpún is ül egy átok, ha hideg víz éri akkor egy macskává válik. Sánpú igazából szereti Ranmát, de Ranmának ez igazán nincs ínyére!
Szinkronjai:
Japán: Szakuma Rej
Angol: Cathy Weseluck
Kuondzsi Ukjó (久遠寺 右京) Ő egy Japán pizza (Okonomijaki) szakács, de egy harcművész is egyben. Ő és Ranma gyerekkori barátok, később viszont bosszút akart állni Ranmán. A gondok ott kezdődtek, hogy az ő apja és Ranma apja egyezséget kötöttek. Ha Ranma elveszi Ukjót, akkor Genma megkapja az Okonomijaki árusító kocsiját. Viszont Genma nem tartotta be a szavát. Amint megszerezte a kocsit, felkapta Ranmát, és elmenekültek, hátra hagyva Ukjót. Ukjó annyira nem bírta, hogy Ranma elhagyta, hogy nem akart többé már lány lenni. Ezért fiúsan kezdett viselkedni, és fiú ruhákat kezdett viselni, de így bosszút akart. Ezért Tokióba költözött és Ranma iskolájába kezdett járni, hogy elkapja. Bosszújának igazából van egy apró problémája, hogy Ranma nem is tudta, hogy lány! Ezt csak a köztük lévő csata alatt derült ki. De mikor erre rájött Ranma, már úgy viselkedett vele, mint egy lánnyal és helyesnek nevezte. Ezt hallván Ukjó megbékélt, és úgy döntött, felhagy a bosszújával. Ezek után persze újra beleszeret Ranmába. Ukjó később megnyit egy apró Okonomijaki éttermet a Tendó Dodzsó közelében, hogy közel legyen Ranmához. Mindent megtesz, hogy Ranma beleszeressen, de Ranma még mindig úgy kezeli, mint régi haverja.
Szinkronjai:
Japán: Curu Hiromi
Angol: Kelly Sheridan

### Ranma ellenfelei
Hibiki Rjóga (響 良牙) – Ő is harcművész, akárcsak Ranma. Ranma és Rjóga együtt jártak az általánosba. Minden áron le akarja győzni Ranmát két okból is. Az első, hogy bebizonyítsa, hogy erősebb nála, a második az átka miatt. Ő is beleesett egy elátkozott forrásba Ranma jóvoltából. Ennek következtében, ha hideg víz éri egy kis fekete malaccá változik. Néha viszont örül ennek az átoknak, mert így közel lehet Akanéhoz P-csan, a házikedvenc képében. Őrülten Akanéba szeretett, de annyira szégyenlős, hogy nem tudja neki bevallani és fél, hogy rájön az átkára és akkor vége a szép napoknak. Végül: Rjógának szörnyű irányérzéke van. Nem találna el a szomszédba anélkül, hogy körbe ne járná egész Japánt.
Szinkronjai:
Japán: Jamadera Kóicsi
Angol: Michael Donovan
Tatewaki Kuno
-A Furinkan középiskola kendo(vívó) csapatának a vezetője. Kihirdette, hogy annak a barátnője lesz Akane aki le tudja győzni. Ezért Akane nem igazán bírja. Megrögzött Akane és Copfos Lány(Ranma lányváltozata) fan, azaz mindkettőbe szerelmes. Mikor megtudja, hogy Ranma Akane vőlegénye, emiatt szívből megutálja és mindent elkövet, hogy legyőzze. Nabiki mindig azt mondja neki hogy ha valami mondandója van a Copfos Lány-nak akkor mondja meg Ranmának. Ezt nem nagyon érti, de nem is törődik vele.
Mousse
-Egy kínai harcművész. Kicsi kora óta szerelmes Shampoo-ba de mindig kosarat kapott. Ezért Ranmát hibáztatja, mert Shampoo belé szerelmes. Mousse szintén beleesett elátkozott tóba, méghozzá a Megfulladt kacsa tavában. Elég jó harcművész lenne de a szemüvege nélkül az orra hegyéig sem lát. Akárhányszor szerelmet akar vallani Shampoo-nak vagy Ranmának, Akanének, Ryoganak, Shampoo dédanyjának vagy egy postaládának vall szerelmet.

### A sorozat többi szereplője
Happosai
Genma és Soun voltak Happosai tanítványai, de most már Ranma az. Happosai egy nagyon nagy kéjenc. Minden lány szoknyája bekukkant és az összes létező fehérneműt ellopja, ami csak létezik.
Cologne
Ő Shampoo dédanyja. Mindig azt hajtogatja, hogy Ranma az ő veje. Az egész a sorozatban ő a legkiválóbb harcművész. Ő edzi Ranmát, Shampoot és Ryogát. Fiatal korában szerelmes volt Happosaiba.